# Preplasmiviricota
Preplasmiviricota es un filo de virus de ADN del dominio Varidnaviria y reino Bamfordvirae que incluye los virófagos, los adenovirus junto con algunas familias de virus relacionados. Estos últimos jugaron un papel en el desarrollo de la superfamilia de transposones de ADN polintones, los plásmidos mitocondriales y los plásmidos citoplasmáticos en los eucariotas a través de las infecciones virales, según los análisis filogenéticos de la ADN polimerasa. Contiene 8 familias virales y una esta en revisión.
Este filo filogenéticamente es parafilético porque de virus pequeños de este conjunto se originarían los virus gigantes (filo Nucleocytoviricota), aumentando su genoma y el tamaño del virión mediante la duplicación y deleción de genes, la inclusión de elementos genéticos móviles y la adquisición masiva de genes del huésped y sus bacterias endosimbióticas, incluidos los genes para la traducción y los genes informáticos que se consideran los más resistentes a la transferencia horizontal. Aunque sea un taxón parafilético puede emplearse para la taxonomía viral debido a que los taxones están emparentados entre sí y comparten caracteres únicos que los diferencia de los virus gigantes.

## Taxonomía
La taxonomía establecida por el ICTV es la siguiente:
- Filo Preplasmiviricota
  - Familia Tectiviridae
  - Subfilo Polisuviricotina
    - Familia Adenoviridae
    - Familia Eupolintoviridae
    - Familia Phypoliviridae
    - Clase Virophaviricetes
      - Familia Ruviroviridae
      - Familia Maviroviridae
      - Familia Sputniviroviridae
      - Orden Piklausovirales
        - Familia Burtonviroviridae
        - Familia Dishuiviroviridae
        - Familia Gulliviroviridae
        - Familia Omnilimnoviroviridae